# Коротичі
Коротичі (біл. Кароцічы) — село в Білорусі, у Столинському районі Берестейської області. Орган місцевого самоврядування — Великомалешевська сільська рада.

## Географія
Розташоване на річці Ствизі, за 62 км на південний схід від Столина та за 69 км від залізничної станції Горинь.

### Клімат
Клімат у населеному пункті вологий континентальний («Dfb» за класифікацією кліматів Кеппена). Опадів 620 мм на рік. Найменша кількість опадів спостерігається в лютому й сягає у середньому 29 мм. Найбільша кількість опадів випадає в червні — близько 87 мм. Різниця в опадах між сухими та вологими місяцями становить 58 мм. Пересічна температура січня — -5,9 °C, липня — 18,6 °C. Річна амплітуда температур становить 24,5 °C.
| Клімат                            | Клімат | Клімат | Клімат | Клімат | Клімат | Клімат | Клімат | Клімат | Клімат | Клімат | Клімат | Клімат | Клімат |
| Показник                          | Січ.   | Лют.   | Бер.   | Квіт.  | Трав.  | Черв.  | Лип.   | Серп.  | Вер.   | Жовт.  | Лист.  | Груд.  | Рік    |
| Середній максимум, °C             | −2,9   | −1,4   | 3,4    | 12,5   | 19,5   | 23,0   | 23,9   | 23,2   | 18,2   | 11,6   | 4,4    | −0,2   | 11,3   |
| Середня температура, °C           | −5,9   | −4,7   | −0,3   | 7,6    | 13,9   | 17,6   | 18,6   | 17,8   | 13,3   | 7,7    | 2,0    | −2,7   | 7,1    |
| Середній мінімум, °C              | −8,9   | −8     | −4     | 2,8    | 8,3    | 12,2   | 13,3   | 12,4   | 8,4    | 3,8    | −0,4   | −5,2   | 2,9    |
| Норма опадів, мм                  | 36     | 29     | 31     | 43     | 55     | 87     | 86     | 67     | 55     | 45     | 44     | 42     | 620    |
| --------------------------------- | ------ | ------ | ------ | ------ | ------ | ------ | ------ | ------ | ------ | ------ | ------ | ------ | ------ |
| Джерело: Climate-Data.org (англ.) |        |        |        |        |        |        |        |        |        |        |        |        |        |

## Історія
Власником маєтку в Коротичах були дідичі Мостовські. 1944 року німці спалили село та закатували 41 жителя. Село входило до зони активності УПА. У минулому входило до Оздамицької сільської ради Столинського району.

## Населення
За переписом населення Білорусі 2009 року чисельність населення села становило 940 осіб.